# Schottsche Karre

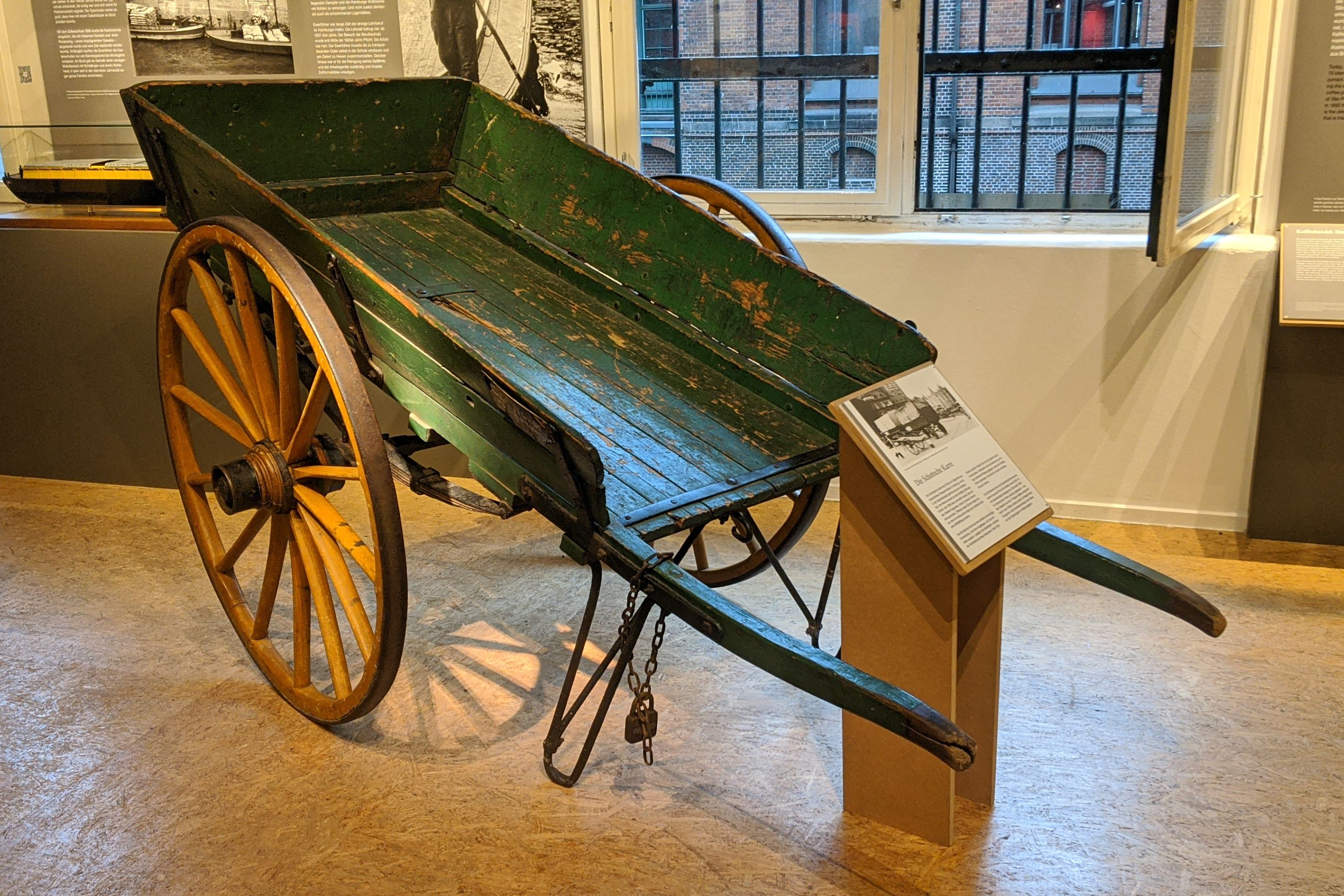
Schottsche Karre im Hamburger Speicherstadtmuseum

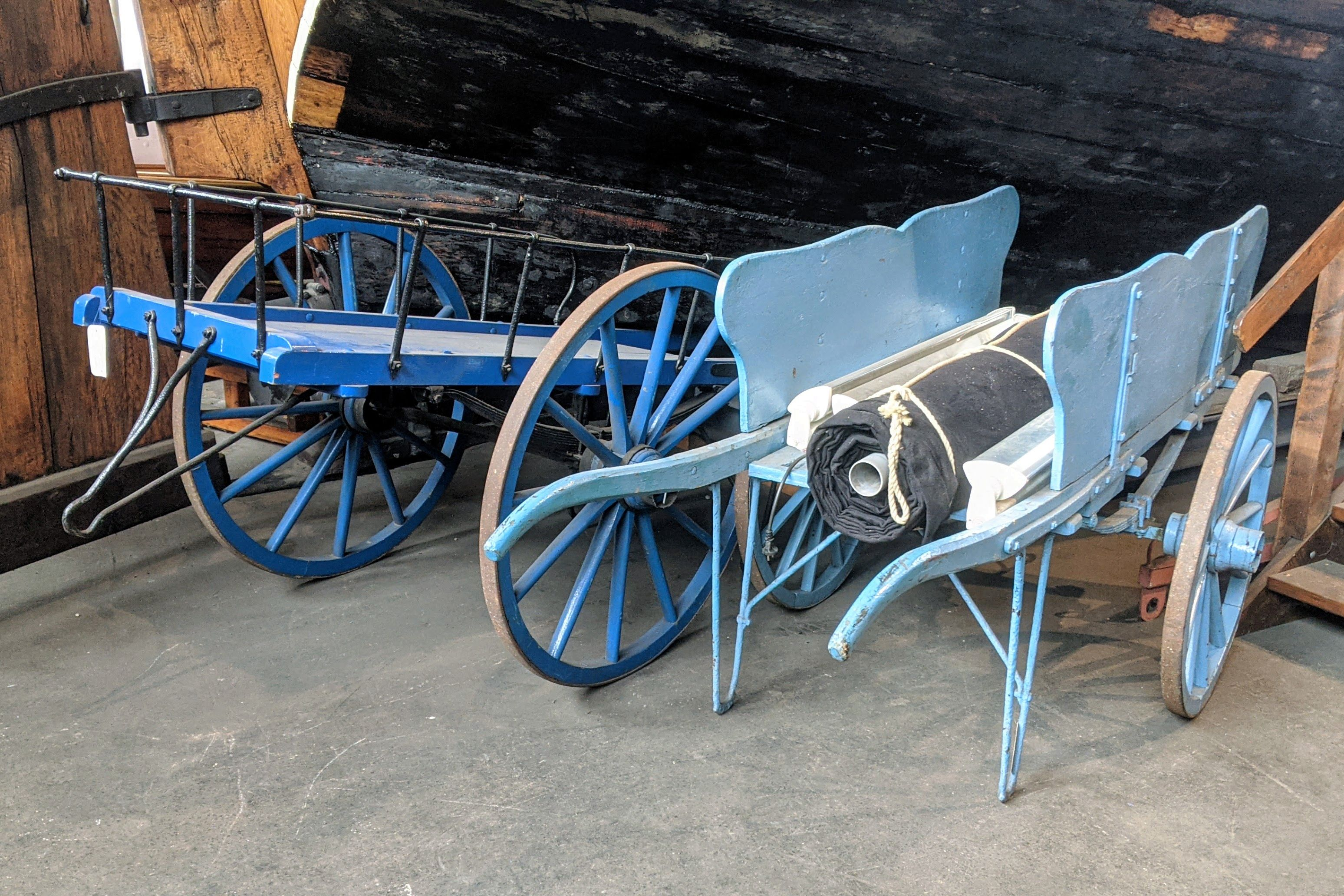
Zwei Schottsche Karren im Deutschen Hafenmuseum

Schottsche Karre am damaligen Pferdemarkt in Hamburg, 1898

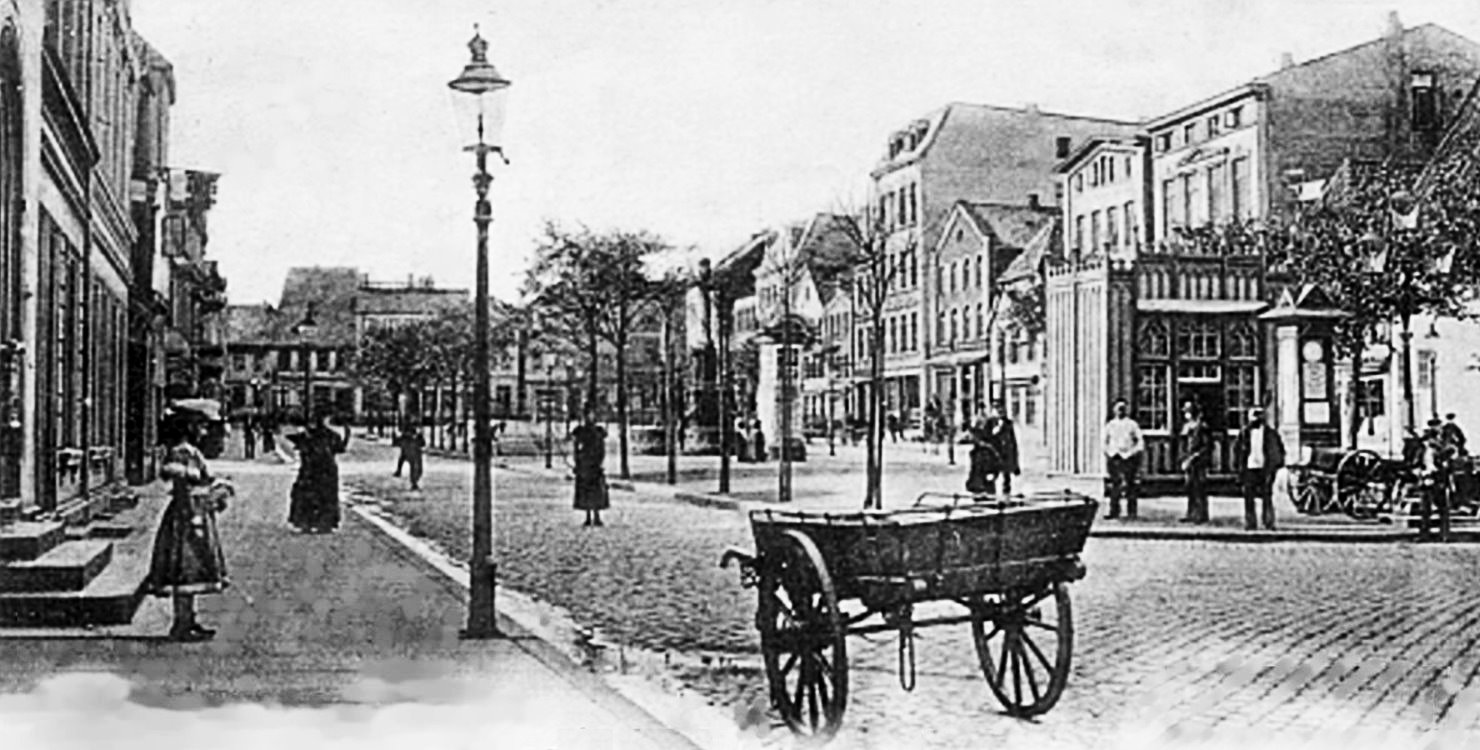
Schottsche Karre, am „Sand“ in Harburg 1897

Schottsche Karre oder Schottische Karre ist die vor allem in Hamburg gebräuchliche Bezeichnung für eine zweirädrige hölzerne Karre, die von Personen geschoben oder gezogen wurde.
Eine Schottsche Karre hat eine etwa 1,5 Quadratmeter große Ladefläche mit beiderseits sowie am vorderen Ende etwa 20 Zentimeter hohen Seitenstützen aus Holzbrettern oder Eisenprofilen, quer darunter befindet sich eine Achse mit beiderseits angebrachten, eisenbereiften hölzernen Speichenrädern von 80 bis 130 Zentimetern Durchmesser. Die Karre wird an paarigen langen Holmen an einer der Frontseiten bewegt und gelenkt. Zum kippfreien Abstellen sind drei stabile Eisenbügel angebracht, zwei  unter den Holm-Befestigungen und der dritte unter der entgegengesetzten Frontseite.
Händler benutzten Schottsche Karren zur Belieferung ihrer Kundschaft mit Waren, ferner beförderten Handwerker damit Arbeitsmittel jeweils in der näheren Umgebung. An Mietstationen waren solche Karren für kleine Transporte zu mieten. Von der ärmeren Bevölkerung wurden sie bei Umzügen benutzt.

## Namensherkunft
Zur Herkunft der Bezeichnung „Schottsche Karre“ besagt eine Version, dass zu Beginn des 17. Jahrhunderts in Hamburg dieses Gerät als „Straf- und Besserungsmittel“ bei straffälligen Delinquenten eingesetzt wurde. So seien diese für die Abfuhr von Müll und Unrat zu zweit oder dritt und behängt mit soviel Glöckchen, wie sie Jahre in Haft abzusitzen hatten, vor diese Karren gespannt worden. Das Klingelgeläut der herannahenden Abfuhr habe den Hauspersonalen deren Herannahen signalisiert, worauf sie die bereitgehaltenen  Ascheeimer etc. zur Leerung an den Rinnstein stellen konnten. Der erste Delinquent, der damit am 7. September 1609 bestraft bzw. eingesetzt wurde, sei ein gewisser Michel Schotte gewesen.
Schotte habe nach seiner Haftentlassung das Karrengerät zum Aufbau einer geschäftlichen Existenz genutzt, er ließ sich zum „Karrenbuben“ ernennen und übernahm fortan die Aufsicht und Leitung über die vor den Karren gespannten Gefangenen.

Der Begriff Schottische Karre war in der ersten Hälfte des 20. Jahrhunderts noch gebräuchlich.

## Ausstellungsstücke
- Eine Schottsche Karre, die mit einem Weinfass beladen ist, wird im Heimatmuseum von Brunsbüttel[3] ausgestellt.
- Im Auswanderermuseum auf der Hamburger Veddel befindet sich solch ein Karren, da mit ihnen das meist umfangreiche Gepäck der Auswanderer für die Überfahrt zu den Schiffen gebracht wurde.
- Ein Nachbau einer Schottschen Karre ist an der Freitreppe zum Museumshafen in Büsum aufgestellt, ein weiterer am Hafen von Tönning.
- Eine Tarifübersicht über Preise der Benutzung der Schwebefähre Osten–Hemmoor aus dem Jahr 1929 führt die Schottsche Karre ausdrücklich auf. Eine Fahrt kostete 40 Reichspfennig, immerhin viermal so viel wie die Überfahrt für eine einzelne Person und zehn Reichspfennige mehr als die Überfahrt für ein Stück Großvieh.[4]